# José Júlio Pereira Gomes
José Júlio Pereira Gomes (Mata do Fário, Vila Nova de Ourém, 31 de agosto de 1952) é um diplomata e político português, que foi Secretário de Estado da defesa do XIII Governo constitucional, embaixador de Portugal na República Checa, Suécia e Letônia, cônsul-adjunto em Genebra, cidade onde esteve, por três vezes, colocado na missão permanente de Portugal junto das Nações Unidas e dos organismos e organizações internacionais ali sediados. Em Bruxelas foi representante de Portugal no Comité político e de segurança da União Europeia e representante permanente junto da União da Europa Ocidental. Em Macau desempenhou diversos cargos, sendo o último de assessor diplomático do Governador. Suscitaram polémica a sua chefia da missão de observação do processo de consulta popular em Timor-Leste e a sua nomeação para secretário-geral dos serviços de inteligência.

## Biografia

### Carreira
- Licenciado em Direito pela Universidade de Lisboa; em cuja faculdade foi docente como “assistente estagiário”;[1][2]
- de outubro de 1983 a junho de 1984, funcionário internacional no secretariado da comissão europeia dos direitos do homem, Estrasburgo;[1][2]
- aprovado no concurso de admissão aos lugares de adido de embaixada, aberto, pelo  ministério dos negócios estrangeiros, em 18 de março de 1983;[1][2]

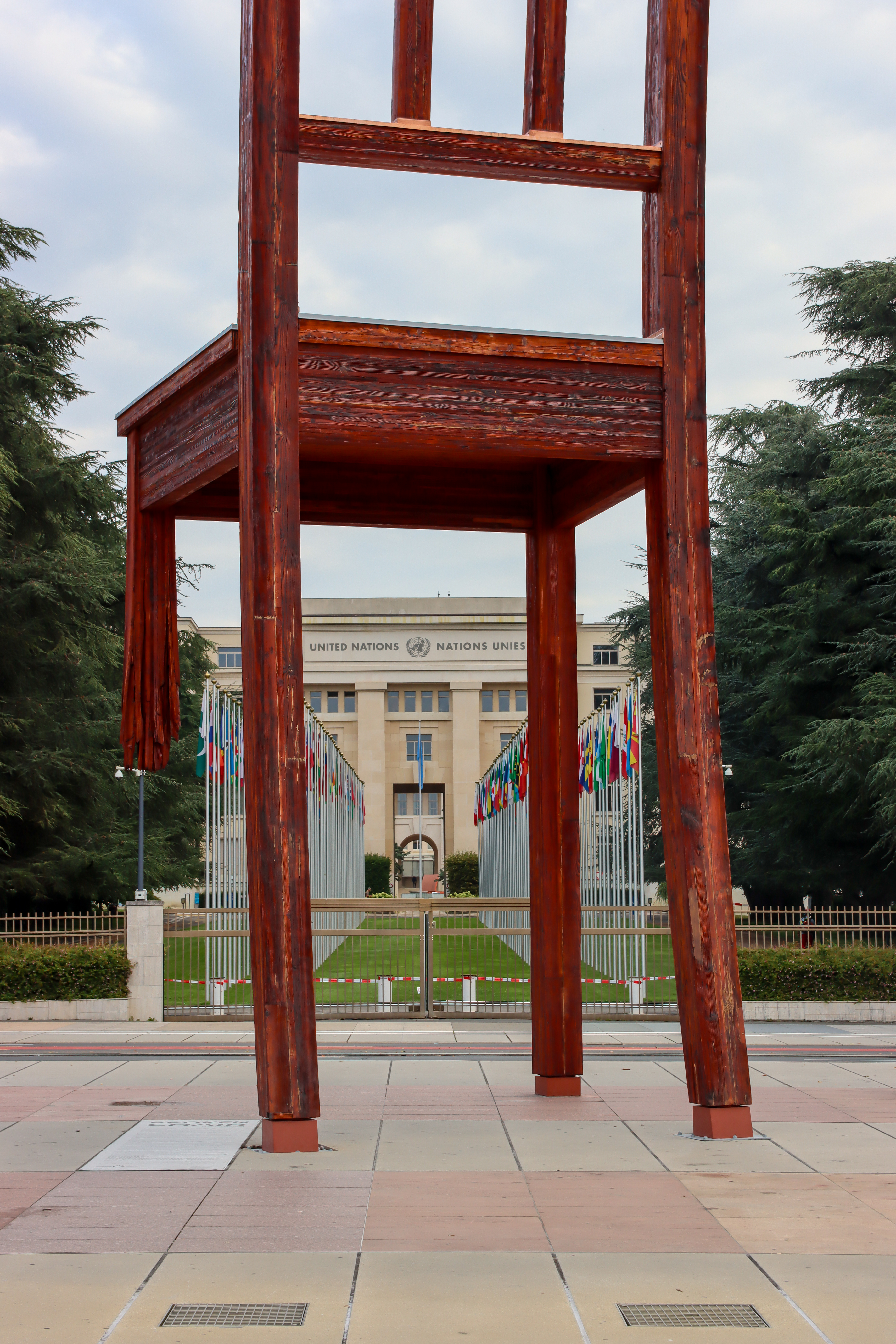
Place des Nations, em Genebra, vendo-se ao fundo o edifício das Nações Unidas e em primeiro plano a "Cadeira amputada" (autoria de Daniel Berset e ali colocada em 1997), símbolo da luta contra as minas antipessoal, cidade suíça onde J. J. Pereira Gomes viveu e foi diplomata de 1989 a 1994, 1999 a 2002 e 2005 a 2008

- adido de embaixada, na Secretaria de Estado, em 12 de março de 1984;[1][2]
- de 3 de junho de 1986 ao início de 1989, em Macau, território onde trabalhou como assessor do secretário-adjunto para a administração, como diretor do serviço de administração e função pública. Foi administrador do Fundo de pensões de Macau e, a partir de agosto de 1987, assessor diplomático do governador Carlos Melancia, sendo promovido a terceiro-secretário de embaixada, em 27 de outubro de 1986 e a segundo-secretário de embaixada, em 15 de abril de 1987;[1][2][3]
- em 22 de março de 1989; na missão permanente de Portugal junto da  Nações Unidas e dos organismos e organizações internacionais sediados em Genebra (missão NUOI);[1][2]

- na Secretaria de Estado, em 10 de outubro de 1994, sendo promovido a conselheiro de embaixada em 24 de setembro do mesmo ano;[1][2]
- Secretário de Estado da defesa do XIII Governo constitucional (primeiro governo de António Guterres, sendo ministro da defesa António Vitorino);[1][2][4][5]
- em 7 de janeiro de 1999, cônsul-adjunto no Consulado-geral de Portugal, em Genebra;[1][2]
- em 5 de novembro do mesmo ano, de novo na missão permanente de Portugal junto da  Nações Unidas e dos organismos e organizações internacionais sediados em Genebra (missão NUOI), como representante permanente-adjunto;[1][2]
- de 4 de junho a 14 de setembro de 1999, chefe da missão de observação do processo de consulta popular em Timor-Leste;[1][2][4][5]
- em 26 de março de 2002, promovido a ministro plenipotenciário de 2.ª classe;[1][2]
- em 1 de novembro de 2002, em Bruxelas representante de Portugal no Comité político e de segurança da União Europeia e representante permanente junto da União da Europa Ocidental;[1][2][4][5]
- em 27 de março de 2005, promovido a ministro plenipotenciário de 1.ª classe;[2]
- em 1 de agosto de 2005, pela terceira vez na missão permanente de Portugal junto da  Nações Unidas e dos organismos e organizações internacionais sediados em Genebra (missão NUOI),[2] como representante permanente-adjunto, ocupando-se, em primeira linha, da Conferência mundial para a redução e limitação de armamentos;[2][5]
- de 7 de novembro de 2008 a 26 de fevereiro de 2015, embaixador de Portugal na República Checa;[4][6]
- de março de 2015 a 20 de outubro de 2017 embaixador de Portugal na Suécia, acumulando as funções de embaixador de Portugal não residente na Letônia;[4][7][5]

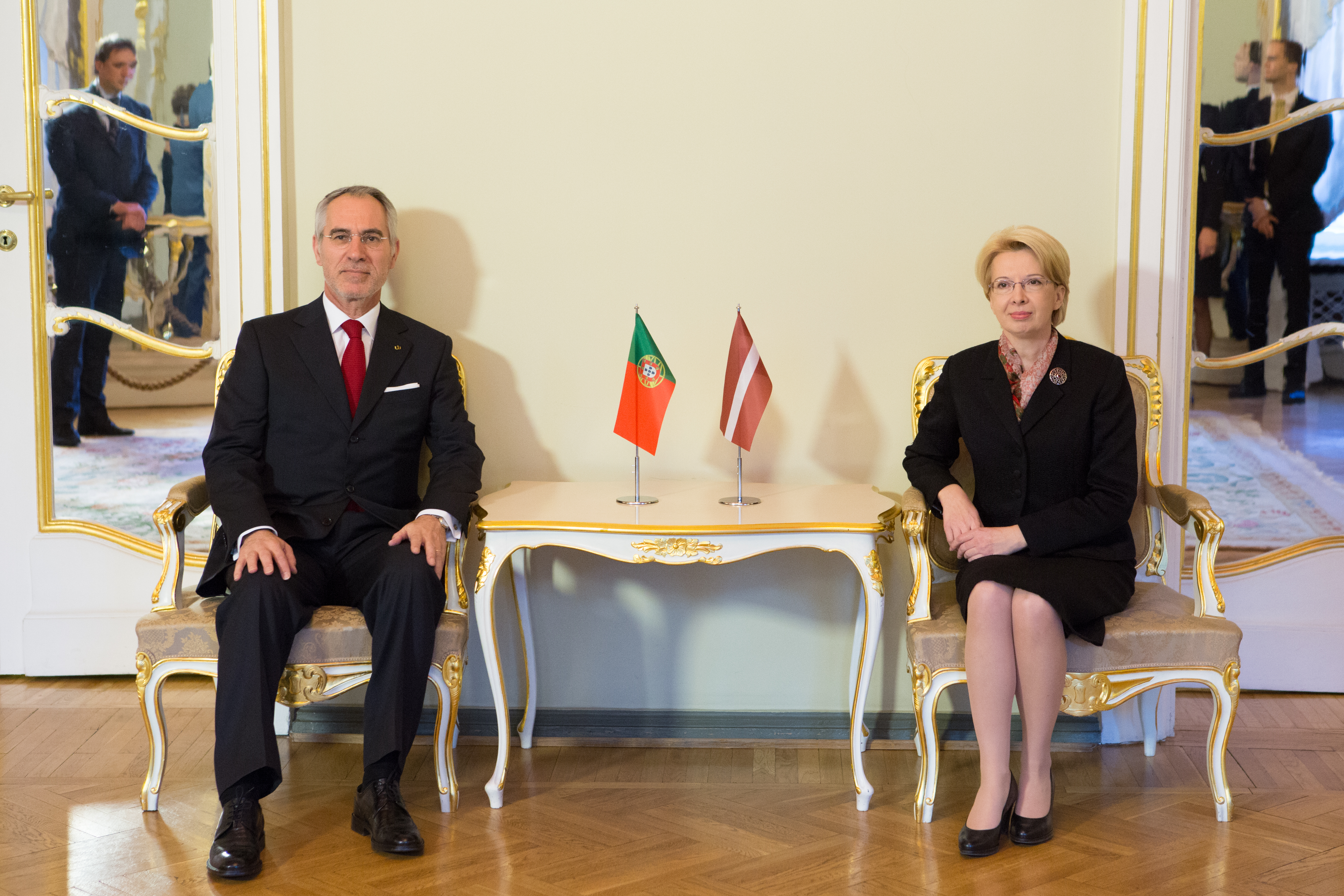
Embaixador José Júlio Pereira Gomes com a Presidente do Parlamento da Letónia, Inarã Murniece (2015)

- em finais de 2017, representante permanente de Portugal junto da OSCE (Organização para a Segurança e Cooperação na Europa), em Viena, até à sua exoneração, com efeitos a 31 de dezembro de 2018, transitando para a situação de disponibilidade, por ter atingido o limite de idade.[4][8]

### As polémicas
José Júlio Pereira Gomes, que ao tempo do “25 de Abril” militava no PCP-R (Partido Comunista Português -Reconstruído), uma formação maoista que haveria de dar origem à UDP (União Democrática Popular), viu-se envolvido em duas polémicas:

#### Timor-Leste
Em 4 de junho de 1999, José Júlio Pereira Gomes foi para Timor-Leste, que foi colónia portuguesa de 1586 a 1975 como Timor Português  e depois foi anexada pela Indonésia, para liderar a missão de observação portuguesa à consulta popular, organizada pelo Conselho de Segurança das Nações Unidas, para que o povo timorense decidisse livremente o futuro do território ante duas alternativas: autonomia especial, integrado à República da Indonésia; ou separação total desse país, com caminho livre rumo à independência. Ocorrida a 30 de agosto, após a divulgação dos resultados, a 4 de setembro, que deram uma vitória ao “sim” à independência com mais de 78%, viveu, em Díli, os ataques, organizados por militares indonésios, e a evacuação da missão portuguesa, por si chefiada, na sequência dos referidos atos de violência que levaram a que as casas e a sede da missão de observação portuguesa em Timor-Leste tivessem sido cercadas e atacadas por milícias armadas, tendo de se refugiarem na sede da UNAMET (Missão das Nações Unidas em Timor-Leste).

Com efeito, quando os ataques das forças indonésias se transformaram em violência massiva e as missões da ONU e portuguesa também foram atacadas, Gomes evacuou a missão portuguesa a partir de 5 de setembro e finalmente retornou a Portugal com a última equipe da missão em 10 de setembro.

Ana Gomes (embaixadora de Portugal na Indonésia, com quem já tinha estreitamente colaborado e que o havia recomendado para aquela chefia de missão, nomeadamente pela sua experiência como Secretário de Estado no ministério da defesa) e outras personalidades criticaram a ação como uma fuga prematura que deixou os parceiros em Timor-Leste sozinhos, e disseram que a evacuação foi um sinal da falta de resiliência de Pereira Gomes. Ana Gomes aconselhou-o fortemente a ficar, e as instruções do governo de Lisboa também estipularam que ele deveria ficar. Os funcionários portugueses timorenses não foram resgatados dos ataques indonésios pela liderança da missão, mas apenas pelos esforços de outros funcionários da missão e de jornalistas portugueses, sendo que estes últimos confirmam e mantêm essa visão dos factos apesar das declarações Pereira Gomes em sentido contrário.

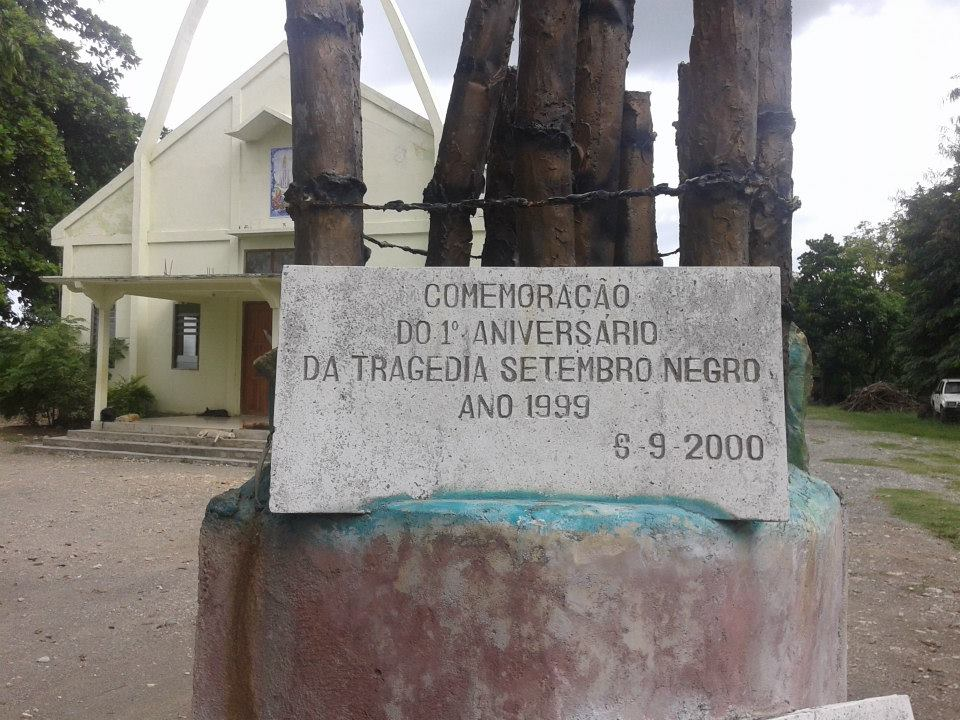
Placa memorial em Timor-Leste assinalando a tragédia que foram os ataques das milícias armadas em setembro de 1999

O próprio Pereira Gomes, no entanto, já se referiu à sua decisão, que foi tomada em acordo com os órgãos estatais e seguiu uma recomendação urgente do governo português. Dentro da liderança da missão, composta por três pessoas, a decisão foi por uma margem estreita a favor da evacuação, com dois votos a favor (de Pereira Gomes e António Gamito) e um contra (do diplomata Francisco Duarte Alegre, filho de Manuel Alegre). Às 5h45, o departamento competente do ministério dos negócios estrangeiros português, deu permissão para abortar a missão. Além disso, a sua missão e a sua condução foram sempre elogiadas pela parte timorense como fiáveis e corajosas, incluindo pelo chefe de Estado timorense e Prémio Nobel da Paz, José Ramos Horta, que assim o escreveu no prefácio do livro “O referendo de 30 de agosto de 1999 em Timor-Leste”, de Pereira Gomes.

Na sequência desta controvérsia em torno do seu papel na retirada da missão portuguesa de Timor-Leste em 1999, Pereira Gomes viria a retirar a sua nomeação como chefe dos serviços de informações portugueses em 2017.

#### Nomeação para a chefia das secretas
Em maio de 2017, foi nomeado para o cargo de Secretário-geral dos serviços de inteligência (SIRP - Sistema de Informações da República Portuguesa), devendo suceder a Júlio Pereira, que chefiou tais serviços durante 12 anos. Pedro Passos Coelho, líder do PSD (Partido Social Democrata), então na oposição, e primeiro-ministro até 2015, apoiou a indigitação.

Inicialmente, Gomes aceitou a tarefa, mas após debates controversos no Parlamento português e objeções da mídia de círculos políticos e diplomáticos em Portugal contra a sua seleção, declarou que não estava mais disponível para o cargo. O primeiro-ministro António Costa aceitou a sua declaração e afirmou que continuava a não ter dúvidas sobre a fiabilidade de Gomes, destacando o carácter honroso quer da recusa, quer da conduta dos partidos da oposição nesta matéria.

## Obra publicada
- Regresso a Timor; Porto; Afrontamento; 2018; ISBN 978-972-36-1662-0;[20]
- O Referendo de 30 de Agosto de 1999 em Timor Leste: o preço da liberdade; Lisboa; Gradiva; 2001; ISBN 972-662-798-2;[21]
- A política externa e os direitos humanos, pp. 110 a 152, in n.º 2 da revista “Negócios Estrangeiros” (setembro de 2001), editada pelo  ministério dos negócios estrangeiros;[22]
- A internacionalização da questão de Timor-Leste,pp. 67 a 89, in n.º 25 da revista “Relações Internacionais” (março de 2010).[23]

## Condecorações

### Ordens honoríficas de Portugal
Foi agraciado, pelo presidente da República Portuguesa, com:
- Grã-cruz da Ordem do Mérito (16 de fevereiro de 2015);[24]